# 八角
八角（学名：Illicium verum），又称八角茴香、大料和大茴香（在某些地方、場合，大茴香指的是茴芹種子），是木蘭藤目五味子科八角属的一种植物。其同名的干燥果实是中国菜和东南亚地区烹饪的调味料之一。

## 形态

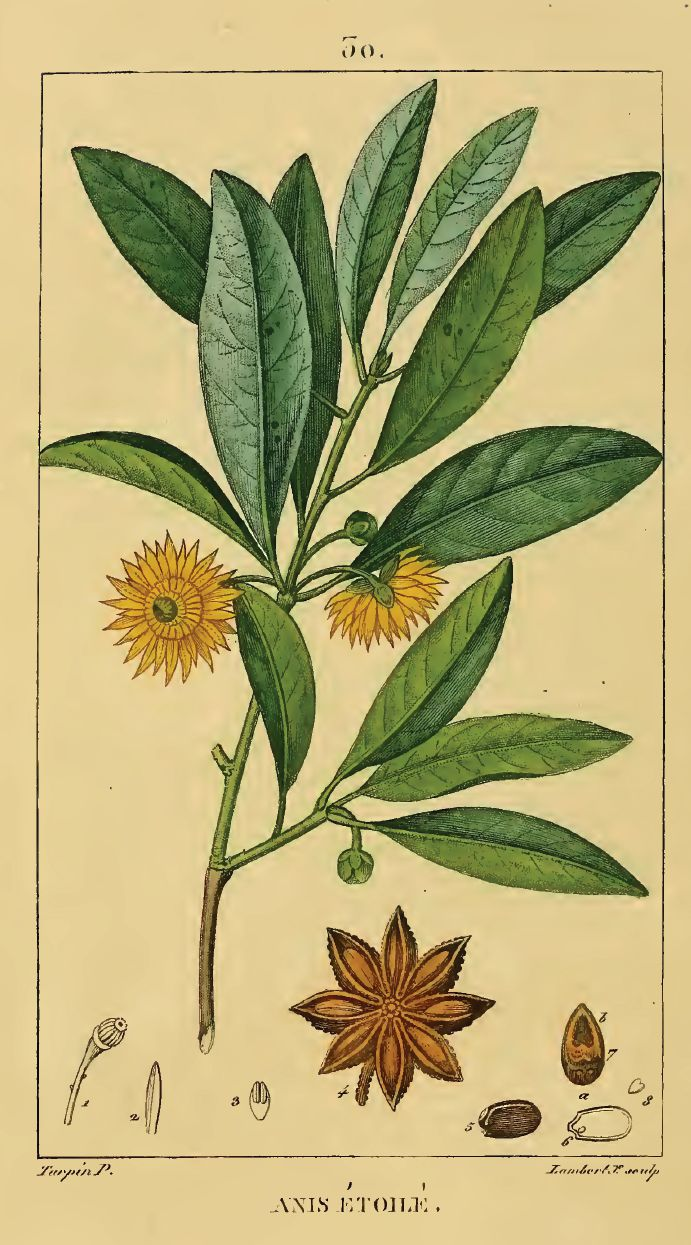
1833年的插图

常绿乔木；树皮灰色至红褐色；椭圆形全缘单叶，披针形生长，叶为革质，短柄，长6－12厘米，宽2－5厘米，上表面可见透明油点。
春秋季开花，花单生于叶腋部，有3片黄绿色萼片，6－9片花被，呈粉红至深红色。
秋季至第二年春季结果。果实为聚合蓇葖果，呈星状的八角形，长1－2厘米，宽3－5厘米，高<1厘米；成熟后由绿变黄；其中的单一蓇葖果顶端钝或钝尖，每个内含6毫米长的种子一颗。
成熟果實，該品為聚合果，多由8個蓇葖果組成，放射狀排列於中軸上。蓇葖果長1～2cm，寬0.3～cm，高0.6～lcm；外表面紅棕色，有不規則皺紋，頂端呈鳥喙狀，上側多開裂；內表面淡棕色，平滑，光澤；質硬而脆。果梗長3～4cm，連於果實基部中央，彎曲，常脫落。每個瞢莢果含種子1粒，扁卵圓，長約6mm，紅棕色或黃棕色，光亮，尖端有種臍；胚乳白色，富油性。氣芳香，味辛、甜。
注意：同属植物野八角的果实与八角非常相似，但有毒，应避免混淆。

## 分布
为生长在湿润、温暖半阴环境中的常绿乔木，高可至20米。主要分布于中国大陆南方以及越南。

## 用途
果实在秋冬季采摘，干燥后呈红棕色或黑褐色。气味芳香而甜。全果或磨粉使用。挥發油的重要成分包括茴香醚（Anethole）、黄樟醚（Safrole）、茴香醛（Anisaldehyde）和茴香酮（Anisylacetone）。

### 中药用途
药性温热散寒，理气止痛。治疗胃寒、呕吐和腰痛。
一般人群均可食用
1. 適宜痙攣疼痛者、白細胞減少症患者食用；
2. 不適宜陰虛火旺者食用。
食物相剋
補骨脂惡甘草，忌諸血。
宜：胃寒呃逆，寒疝腹痛，心腹冷痛，小腸疝氣痛者宜食；腎虛腰痛者宜食；腳氣病人宜食。
忌：陰虛火旺者忌食；眼病患者忌食；乾燥症候群，糖尿病，更年期症候群，活動性肺結核者忌食；胃熱便秘者忌食。　　

### 调味用途
八角是製作冷盤及炖、燜菜肴中不可少的調味品，其作用為其他香料所不及，也是加工五香粉的主要原料。
在中國菜中，常少量加在魚肉類材料中用來烹飪紅燒、卤制和五香等燉制的厚味菜肴，也是五香粉的成分之一。
在绍興一带，是茴香豆的主要调味料，茴香豆因此而得名。
在中國南方和越南是米粉湯的調味料。

### 其他用途
因为八角和甘草的甜味接近，可以用来在食物中替代甘草。
所含的莽草酸是制造抗病毒药物奥司他韦的合成原料之一。该药物特别用于流感的防治。但未經提煉的八角本身并无类似作用。
可以做為食慾抑制劑。促進腎臟、肝臟和脾臟功能，可以清肺，減輕腹部疼痛、結腸疾病、腸胃脹氣和腸胃道痙攣，可治療胃酸過多，對化學治療或放射線治療的病人有益。
八角含揮發油、脂肪油、蛋白質、樹脂等。油中含茴香醚（anethole）、黃樟醚（Safrole），茴香醛（anisaldehyde）、茴香酮（anisylacetone) 水芹烯等。還可以提取莽草酸（Shikimic Acid），是製取抗流感藥物達菲的主要原料。
莽草酸存在於大量高等植物或微生物。由於八角科植物的果實中含有較大量的莽草酸，在八角的甲醇提取物中 能含有超過10%的莽草酸，所以才經常被作為提取莽草酸的資源植物。　　

## 生产与贸易
2000年全世界八角栽培面积约36.76万公顷，八角干果产量约4万吨。据不完全统计，中国八角种植面积约28.67万公顷，八角干果产量约3.2万吨，年出口八角干果约2000至3000吨，是八角的最主要生产国与出口国。其中广西种植面积24.67万公顷，八角干果产量3.097万吨。其它产量较大省份是云南（主要在文山州）与广东。越南为世界第二生产国，其面积约5.6万公顷，八角干果产量约5000吨。

## 外部連結
- 八角茴香 Bajiaohuixiang （页面存档备份，存于） 藥用植物圖像數據庫 (香港浸會大學中醫藥學院) （中文）（英文）
- 八角茴香 中藥材圖像數據庫  (香港浸會大學中醫藥學院) （中文）（英文）
- 八角茴香 Ba Jiao Hui Xiang （页面存档备份，存于） 中藥標本數據庫 (香港浸會大學中醫藥學院) （繁體中文）（英文）
- 莽草酸 Shikimic acid （页面存档备份，存于） 中草藥化學圖像數據庫 (香港浸會大學中醫藥學院) （中文）（英文）